# Tordo-austral
O tordo-austral (Turdus falcklandii) é uma espécie de ave passeriforme da família Turdidae.

## Distribuição geográfica
Habita o extremo sul da América do Sul, desde o sul do deserto de Atacama até a Terra do Fogo.

## Subespécies
Quatro subespécies foram descritas, mas apenas as duas primeiras são reconhecidas:
- Turdus falcklandii magellanicus (King, 1831): no sul da Argentina e do Chile e no arquipélago Juan Fernández.
- Turdus falcklandii falcklandii (Quoy & Gaimard, 1824): endêmica das Ilhas Malvinas.
- Turdus falcklandii mochae (Chapman, 1934): endêmica da ilha Mocha.
- Turdus falcklandii pembertoni (Wetmore, 1923): no centro-sul da Argentina (Rio Negro e Neuquén).[3]

## Descrição
Mede cerca de 29 centímetros. A cabeça é preta enquanto a cauda é cinza, com penas brancas no ventre. As patas são amarelas ou alaranjadas e o bico um pouco mais claro. Habita campos, pradarias, jardins, praças e parques urbanos.
Comem minhocas, caracóis e outros animais de corpo mole e frutas maduras. Reproduzem-se entre setembro e outubro e seus ninhos, feitos de grama e barro, são bastante grandes e estão a 2 metros ou mais do solo. Põem entre 2 e 5 ovos por ninhada, que são azulados com pintas café e avermelhadas e têm dimensões de 31 x 23 mm.

## Comportamento
É interessante ver a destreza com que o tordo-austral busca e encontra as minhocas na terra, que constituem uma parte importante de sua dieta.
Seu voo é rápido, curto e ondulante. É encontrado tanto na terra quanto na copa das árvores.

## Galeria

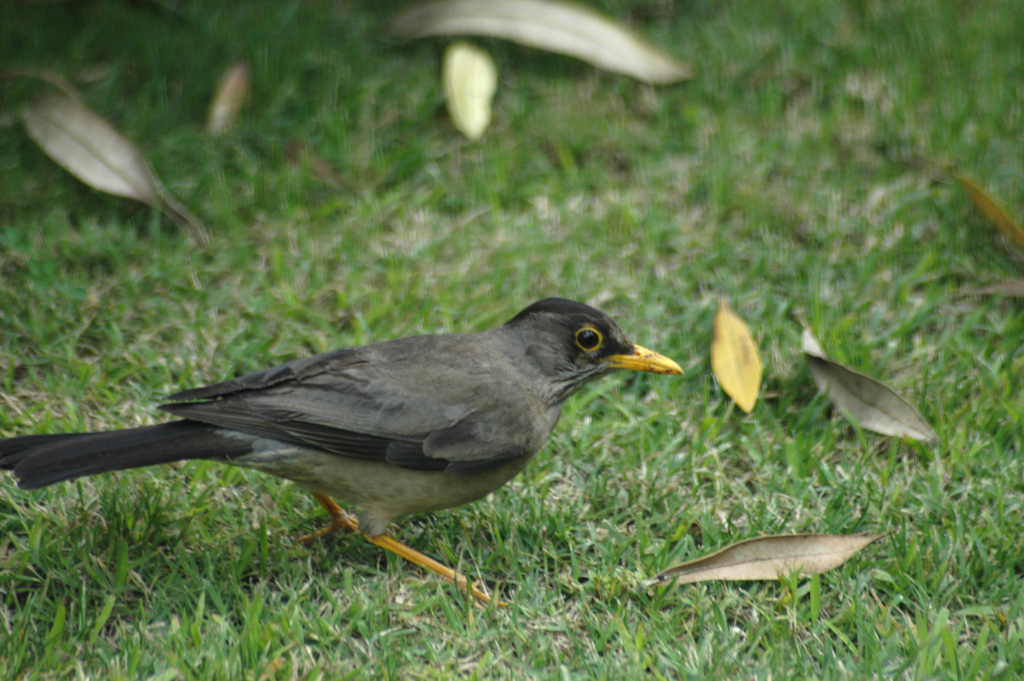
Adulto
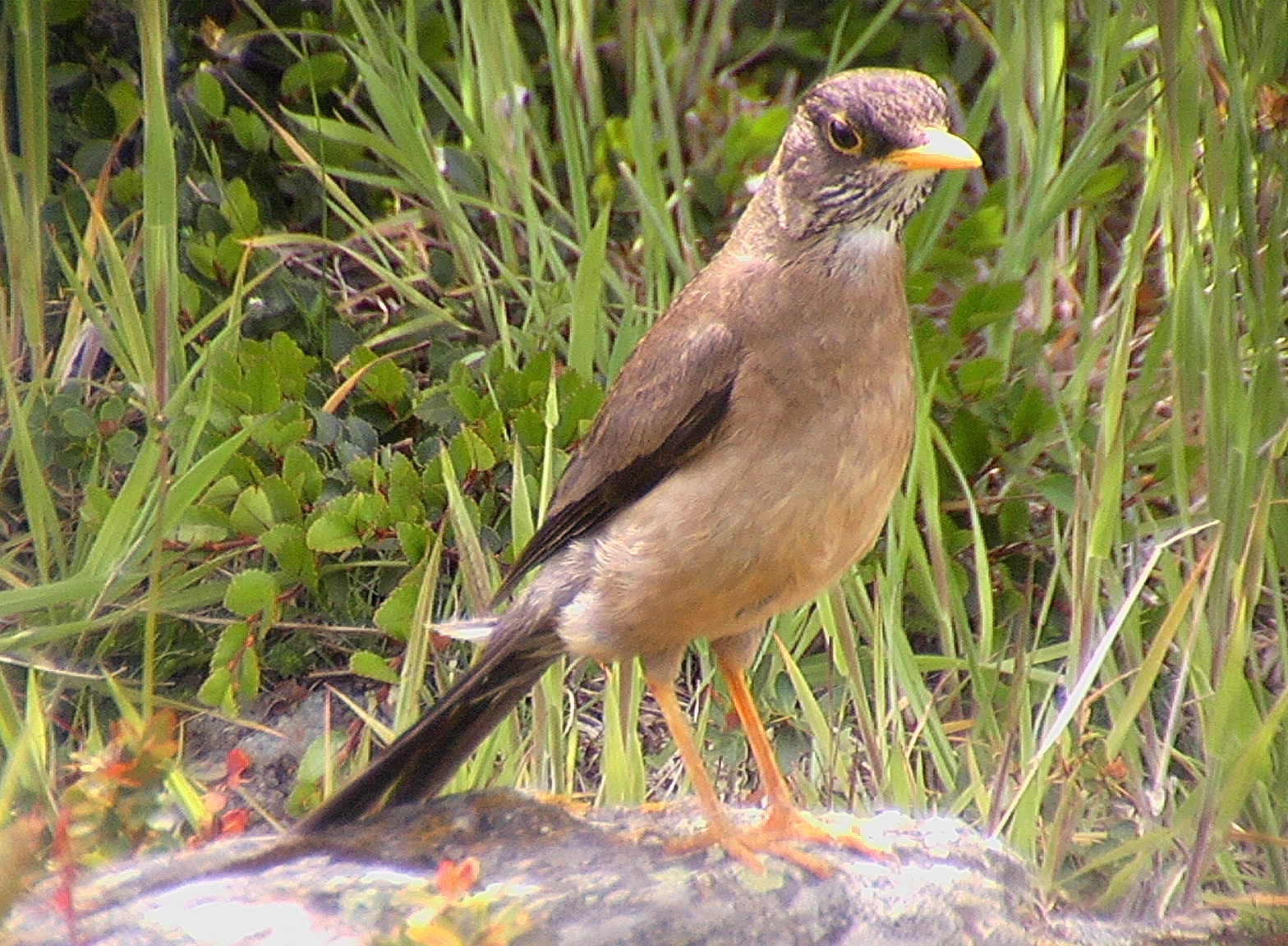
Adulto
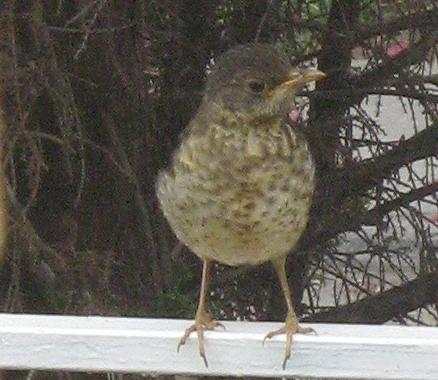
Juvenil
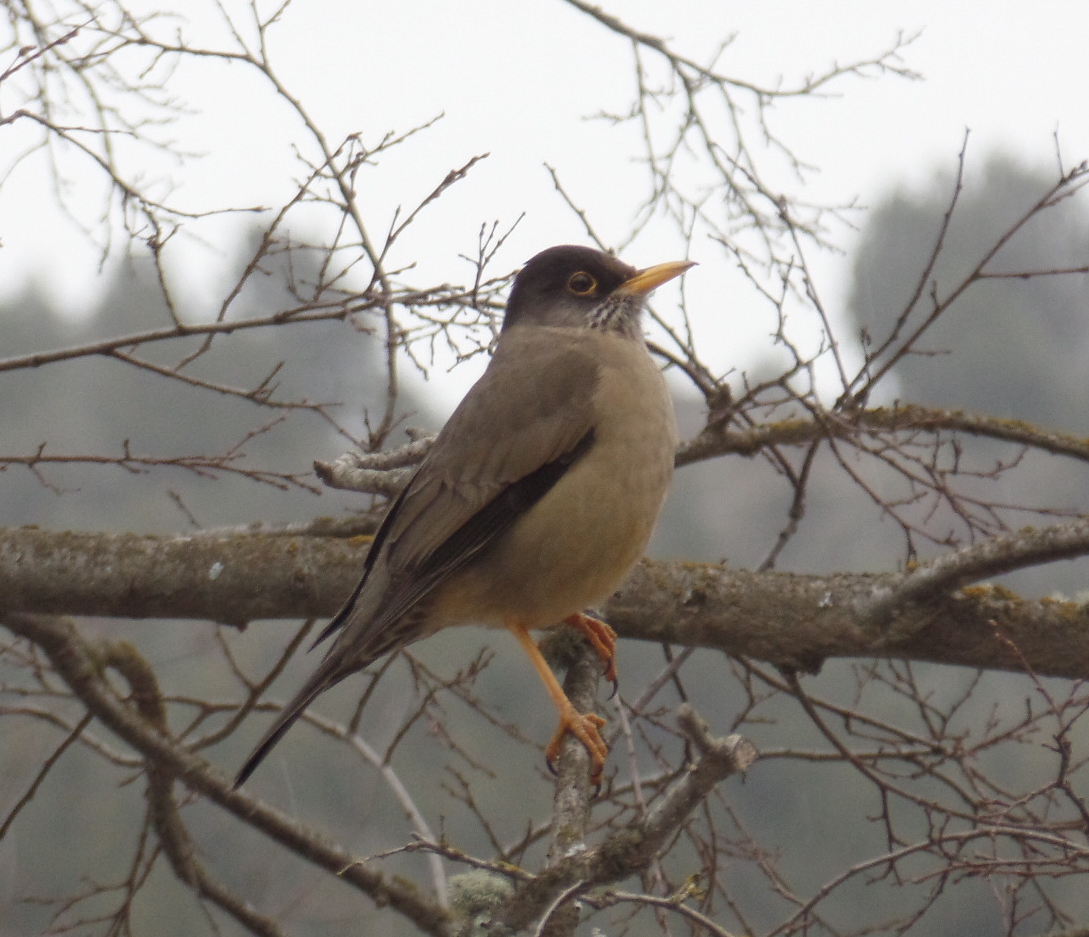
Adulto pousado em um galho
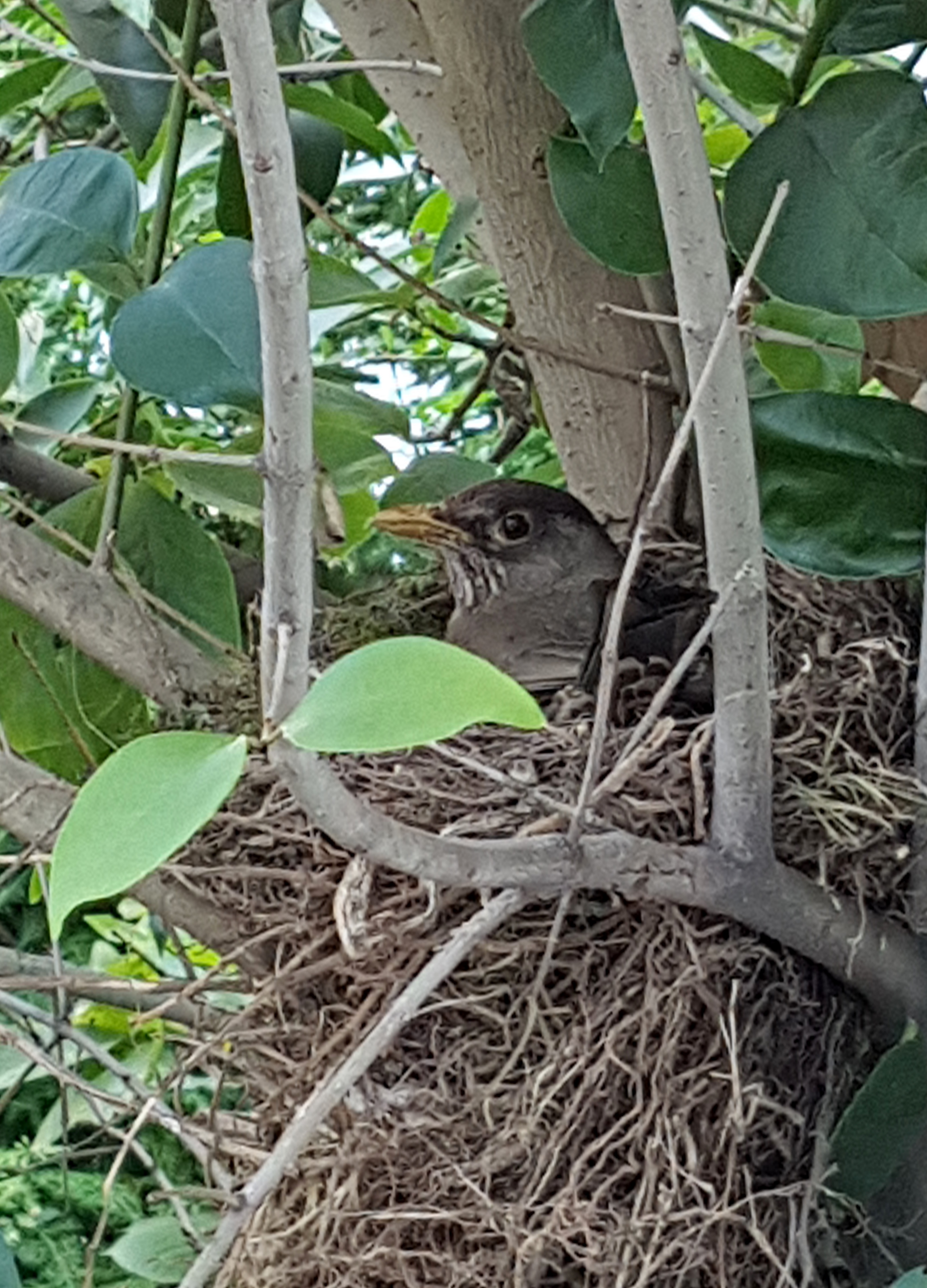
No ninho
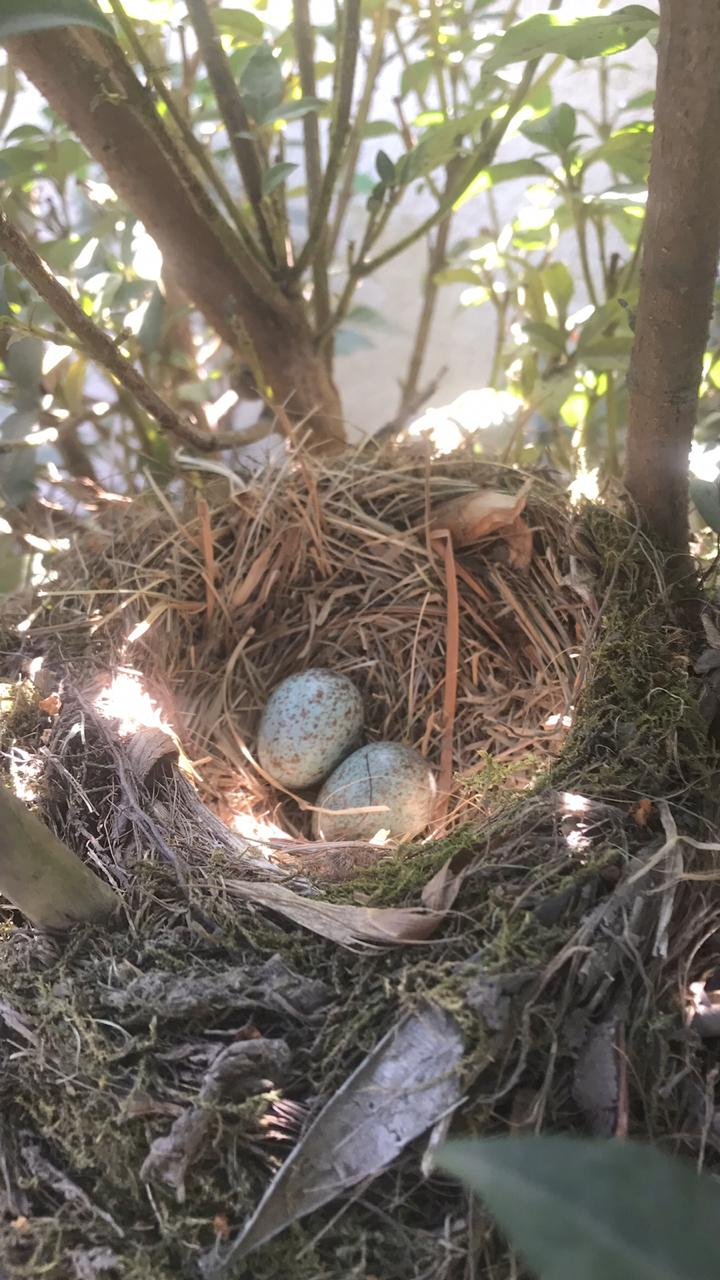
Ovos

- Collar, N. J. (2005) Family Turdidae (Thrushes) pp. 514–811 in: del Hoyo. J., Elliott, A., Sargatal, J., (eds), Handbook of the Birds of the World, Volume Ten, Cuckoo-shrikes to Thrushes, ISBN 84-87334-72-5